# Gyromitra
Gyromitra is een geslacht van schimmels behorend tot de familie Discinaceae. De typesoort is Gyromitra esculenta.

## Soorten
Volgens Index Fungorum telt het geslacht 52 soorten (peildatum november 2021):
| Soortnaam                                | Auteur(s)                                          | Publicatiejaar |
| ---------------------------------------- | -------------------------------------------------- | -------------- |
| Gyromitra accumbens                      | Harmaja                                            | 1986           |
| Gyromitra ambigua                        | (P. Karst.) Harmaja                                | 1969           |
| Gyromitra antarctica                     | Rehm                                               | 1899           |
| Gyromitra anthracobia                    | Loizides, P.-A. Moreau & Bellanger                 | 2018           |
| Gyromitra apiculatula                    | (McKnight) Berthet                                 | 1972           |
| Gyromitra arctica                        | Vassilkov                                          | 1969           |
| Gyromitra birretum                       | (Krombh.) Boud.                                    | 1907           |
| Gyromitra bubakii                        | Velen.                                             | 1922           |
| Gyromitra californica                    | (W. Phillips) Raitv.                               | 1965           |
| Gyromitra chirripoensis                  | L.D. Gómez                                         | 1972           |
| Gyromitra columbiana                     | Harmaja                                            | 1986           |
| Gyromitra convoluta                      | (Seaver) Van Vooren                                | 2009           |
| Gyromitra costata                        | (Schwein.) Cooke                                   | 1878           |
| Gyromitra discinoides                    | (S. Imai) S. Imai                                  | 1954           |
| Gyromitra esculenta (Voorjaarskluifzwam) | Pers. ex Fr.                                       | 1849           |
| Gyromitra fluctuans                      | (Nyl.) Harmaja                                     | 1986           |
| Gyromitra gigas (Reuzenkluifzwam)        | (Krombh.) Cooke                                    | 1878           |
| Gyromitra grandis                        | (A. Cumino) Van Vooren & M. Carbone                | 2019           |
| Gyromitra infula (Bisschopsmuts)         | (Schaeff.) Quél.                                   | 1886           |
| Gyromitra intermedia                     | (Benedix) Harmaja                                  | 1976           |
| Gyromitra khanspurensis                  | Jabeen & Khalid                                    | 2017           |
| Gyromitra korfii                         | (Raitv.) Harmaja                                   | 1973           |
| Gyromitra korshinskii                    | (Jacz.) P.M. Kirk                                  | 2015           |
| Gyromitra krombholzii                    | Bezděk                                             | 1901           |
| Gyromitra labyrinthica                   | Fr.                                                | 1872           |
| Gyromitra lactea                         | J.Z. Cao, L. Fan & B. Liu                          | 1990           |
| Gyromitra larryi                         | (McKnight) Harmaja                                 | 1976           |
| Gyromitra leucoxantha                    | (Bres.) Harmaja                                    | 1969           |
| Gyromitra longipes                       | Harmaja                                            | 1979           |
| Gyromitra macrospora                     | (Bubák) Harmaja                                    | 1973           |
| Gyromitra mcknightii                     | Harmaja                                            | 1986           |
| Gyromitra melaleucoides                  | (Seaver) Pfister                                   | 1980           |
| Gyromitra microspora                     | (Donadini) Harmaja                                 | 1986           |
| Gyromitra neuwirthii                     | Velen.                                             | 1922           |
| Gyromitra olympiana                      | (Kanouse) Harmaja                                  | 1973           |
| Gyromitra parma                          | (J. Breitenb. & Maas Geest.) Kotl. & Pouzar        | 1974           |
| Gyromitra pratensis                      | Velen.                                             | 1934           |
| Gyromitra pseudogigas                    | X.C. Wang & W.Y. Zhuang                            | 2018           |
| Gyromitra queletii                       | Schulzer                                           | 1885           |
| Gyromitra recurva                        | (Snyder) Harmaja                                   | 1978           |
| Gyromitra sichuanensis                   | Korf & W.Y. Zhuang                                 | 1985           |
| Gyromitra slonevskii                     | V.P. Heluta                                        | 2001           |
| Gyromitra sphaerospora                   | (Peck) Sacc.                                       | 1889           |
| Gyromitra spinosospora                   | (Lucchini & Pelland.) A. Koch, Christan & Lohmeyer | 1996           |
| Gyromitra splendida                      | Raitv.                                             | 1974           |
| Gyromitra suspecta                       | (Krombh.) J. Schröt.                               | 1893           |
| Gyromitra tasmanica                      | Berk. & Cooke                                      | 1878           |
| Gyromitra tianshanensis                  | X.C. Wang & W.Y. Zhuang                            | 2018           |
| Gyromitra ticiniana                      | Littini                                            | 1988           |
| Gyromitra venenata                       | Hai J. Li, Z.H. Chen & Zhu L. Yang                 | 2020           |
| Gyromitra warnei                         | (Peck) Harmaja                                     | 1973           |
| Gyromitra xinjiangensis                  | J.Z. Cao, L. Fan & B. Liu                          | 1990           |